# Nazionale maschile under 19 di calcio della Russia
La Nazionale di calcio russa Under-19 è la rappresentativa calcistica Under-19 della Russia ed è posta sotto l'egida della RFS. Nella gerarchia delle Nazionali calcistiche giovanili russe è posta prima della Nazionale Under-20 e dopo la Nazionale Under-18.
Con 8 successi totali, è la seconda nazionale ad aver vinto più Valentin Granatkin Memorial dietro l'Unione Sovietica, che vanta 10 vittorie.